# Ferdinando Targetti (1882-1968)
Ferdinando Targetti (Firenze, 15 dicembre 1882 – 7 luglio 1968) è stato un politico italiano.

## Biografia
Nato a Firenze, si laureò in giurisprudenza. Socialista, fu sindaco di Prato dal 1912 al 1914 e consigliere provinciale di Firenze fino al 1920. Fu eletto deputato alla Camera nel 1919, non fu confermato nel 1921; poco dopo fu espulso dal PSI per il prevalere della corrente massimalista e aderì al Partito Socialista Unitario. Dopo il 1926 si trasferì a Milano esercitando l'avvocatura. Riparato in Svizzera dopo l'8 settembre 1943, collaborò a fogli socialisti in lingua italiana, presiedendo dopo il 25 aprile 1945 l'ordine milanese degli avvocati ..
Fu eletto membro dell'Assemblea Costituente (Italia), dove si batté per il superamento dell'esclusione delle donne dalla Magistratura, proponendo una mozione che andava in tal senso, ma che fu bocciata. Fu vicepresidente dell'Assemblea dal 10 febbraio 1947 al 31 gennaio 1948. Fece anche parte della Commissione dei 75.
Nel 1948 fu eletto alla Camera dei deputati, ove fu confermato nel 1953 e nel 1958; nel corso di tutte le tre legislature ricoprì la carica di vicepresidente della Camera..
Sulla figura di Targetti, cfr. Alessandro Affortunati, Sotto la rossa bandiera. Profili di dirigenti del movimento operaio pratese, Prato, Camera del lavoro di Prato, 1996, pp. 77–96, Id., Ferdinando Targetti alla Costituente, «Prato storia e arte», a. 38, n. 90-91 (dicembre 1997), pp. pp. 85–91, Id., Ferdinando Targetti e la «legge truffa», «Rassegna storica toscana», LXVI, 2020, n. 1, pp. 119-131, Id., Note su un’esperienza di amministrazione popolare a Prato. La giunta Targetti (1912-1914), «Archivio storico pratese», XCLVI-XCLVII, 2020-2021, pp. 179-190, Id., Una giunta rossa. L’amministrazione Targetti (Prato, 1912-1914), Prato, Pentalinea, 2022.Allo stesso autore si deve anche la voce relativa a Targetti contenuta nel Dizionario biografico degli italiani (vol. XCV, Taranto-Togni, Roma, Istituto della Enciclopedia italiana, 2019), che contiene le indicazioni bibliografiche necessarie per ulteriori approfondimenti.